# Igor Koertsjatov
Igor Vasiljevitsj Koertsjatov (Russisch: Игорь Васильевич Курчатов) (Simski Zavod, 12 januari 1903 – Moskou, 7 februari 1960) was een Russisch kernfysicus. Hij was de leider van het atoomprogramma van de Sovjet-Unie.
Onder zijn leiding werd de eerste plutoniumkernbom RDS-1 ("eerste bliksem") getest in 1949. Om die reden staat hij bekend als de vader van de Sovjetatoombom.

## Biografie

### Opleiding
Koertsjatov studeerde eerst natuurkunde aan de Staatsuniversiteit van de Krim en daarna voor scheepsbouwkundig ingenieur aan het Polytechnisch Instituut van Petrograd.
Tussen 1924 en 1925 was hij onderzoeksassistent aan de faculteit natuurkunde van het Joffe-instituut in Bakoe (tegenwoordig Staatsolieacademie van Azerbeidzjan). In 1925 werkte hij onder Abram Joffe aan verschillende vraagstukken rond radioactiviteit.

### Werk
Vanaf 1931 tot 1934 werkte Koertsjatov samen met Lev Mysovski en Georgi Gamov onder leiding van Vitali Chlopin aan de afdeling natuurkunde van het Radiuminstituut in Leningrad aan de eerste Russische cyclotron. In 1932 verkreeg hij fondsen voor een eigen onderzoeksteam en in 1937 voltooide hij de installatie ervan.
Koertsjatov en zijn assistent Georgi Fljorov ontdekten al in de jaren 1930 het basisidee van de nucleaire kettingreactie en het concept van de kernreactor. In 1942 stelde Koertsjatov dat bij het splitsen van de kernen van een kilogram uranium de vrijkomende energie gelijk moest zijn aan de energie die vrijkomt bij een explosie van 20.000 ton TNT. Dit werd in de praktijk bewezen bij de atoombom op Hiroshima.
Toen de Tweede Wereldoorlog met Duitsland in 1941 uitbrak (Operatie Barbarossa), werkte Koertsjatov eerst aan het beschermen van schepen tegen zeemijnen en later aan de fabricage van voertuigbepantsering. Toen in 1943 de NKVD een Brits verslag las waarin bezorgdheid werd geuit over atoomwapens, werd er werk gemaakt van het atoomwapenprogramma en werd hij aangesteld als hoofd van het atoomprogramma van de Sovjet-Unie. Jozef Stalin verhoogde druk op het programma na info van de spion Klaus Fuchs en vooral door de atoombommen op Hiroshima en Nagasaki.
Stalin wilde een bom in 1948, maar teamgenoot Lavrenti Beria wantrouwde de info die werd verkregen van spionnen en de Amerikanen en liet zelf alles controleren. Ook andere bekende wetenschappers zoals Joeri Chariton en Jakov Zeljdovitsj werkten in het team dat werkte in het stadje Sarov in de huidige oblast Nizjni Novgorod aan de Wolga.
Op 29 augustus 1949 werd de eerste Russische atoombom RDS-1 ("eerste bliksem") getest op testlocatie Semipalatinsk.
Na de oorlog werkte hij verder aan de waterstofbom. Nog later werd hij een voorstander van het gebruik van atoomenergie voor enkel vredelievende doelen. Hij keerde zich daarop ook tegen verdere kernproeven.
Hij stierf in 1960 aan een bloedklonter in de hersenen en werd vervolgens gecremeerd, waarbij zijn as werd bijgezet in de necropolis in de Kremlinmuur aan het Rode Plein.

## Realisaties
- 1946: Eerste kernreactor van Europa;
- 1949: Eerste cyclotron van de Sovjet-Unie (in Moskou);
- 1954: Eerste civiele kerncentrale ter wereld: Kerncentrale Obninsk;
- 1959: Eerste kernreactor voor een onderzeeboot ter wereld;
- 1959: Eerste met kernenergie aangedreven schip: de atoomijsbreker Lenin.

## Prijzen en erkenning
- In 1954 kreeg hij de Stalinprijs.
- Twee steden kregen zijn naam. Namelijk Koertsjatov in Kazachstan waar de Testlocatie Semipalatinsk ligt en Koertsjatov in Rusland nabij Koersk waar de kerncentrale staat. Zijn beeltenis staat ook afgebeeld op de kerncentrale Belojarsk bij Zaretsjny.
- Het Koertsjatov-instituut is naar hem genoemd en heeft aan de ingang een monument ter zijn ere.
- De planetoïde 2352 Kurchatov en de maankrater Kurchatov zijn naar hem genoemd.

## Trivia
- Koertsjatov had gewed zich niet te scheren zolang er geen resultaat was in het atoomprogramma, maar behield zijn baard ook daarna gedurende de rest van zijn leven, hetgeen hem de bijnaam "De baard" opleverde.
- Het element Rutherfordium dat eerder door een Russisch team werd geclaimd te zijn ontdekt werd door hen Koertsjatovium genoemd.
- In 1942 heeft Koertsjatov mede de Nationale Nucleaire-onderzoeksuniversiteit te Moskou opgericht.[3]

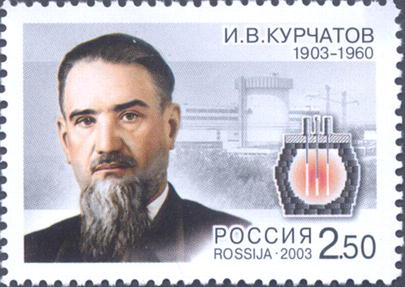
Igor Koertsjatov

Russische Gedenkmunt ter gelegenheid van de 100ste geboortedag van Koertsjatov, twee roebel, 2003